# 天马塚
天马塚（：／ Cheonmachong */?）位于大韩民国庆尚北道庆州历史遗迹地区，天馬塚墓主身分尚未確認，一說為新羅第22代國王智證王（西元500－514年在位）。
天马塚是典型的新罗墓葬结构，棺木东西摆放，上方有大石头和泥土覆盖。 陵墓直径47米，周长157米，高12.7米。该墓有11500件文物出土，其中包括天马图。

## 图片

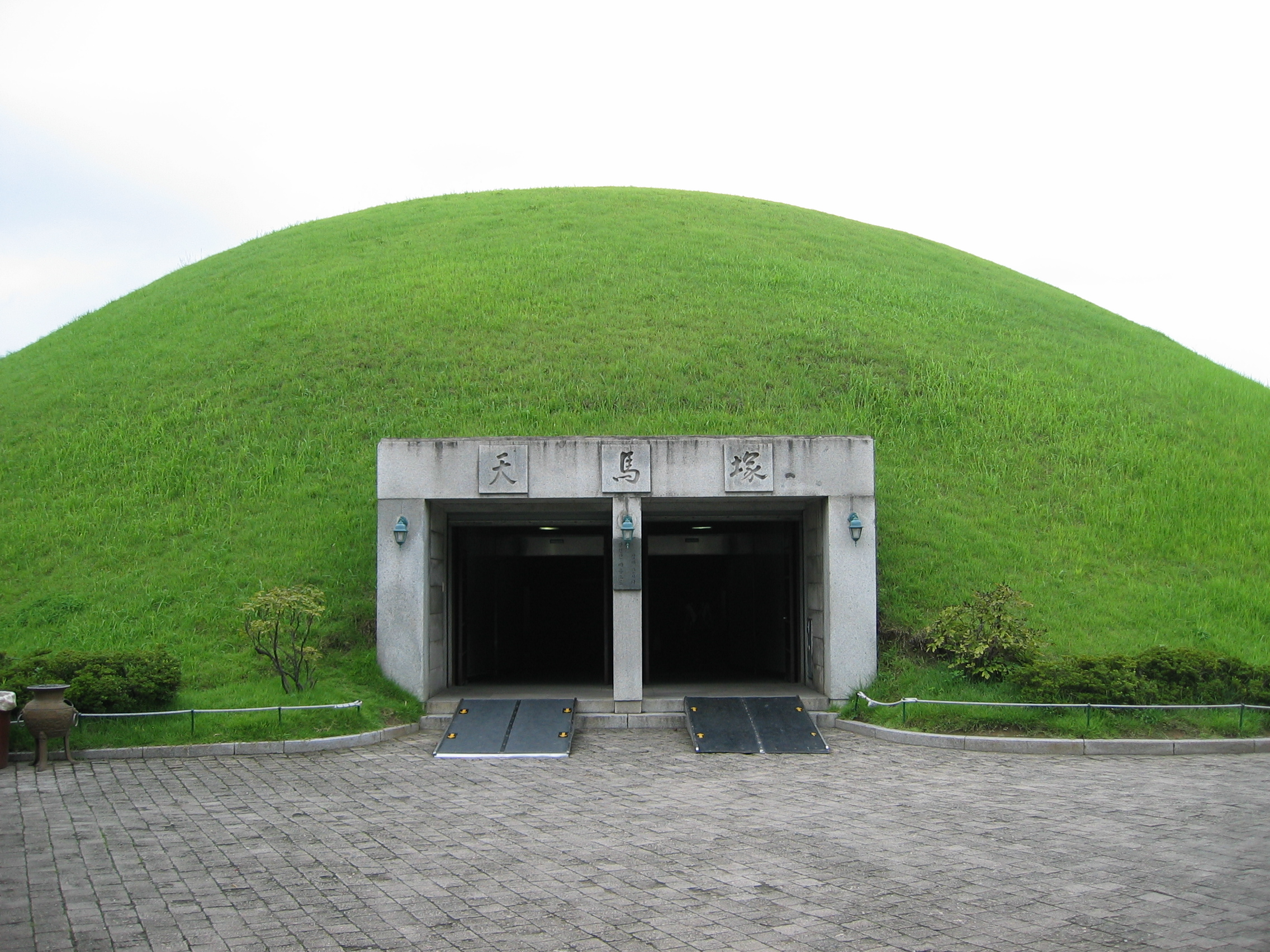
入口
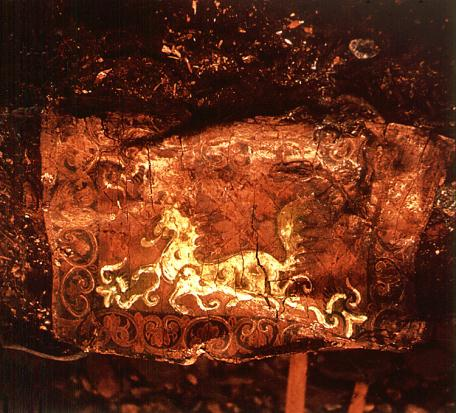
天马图（朝鲜语：경주 천마총 장니 천마도）
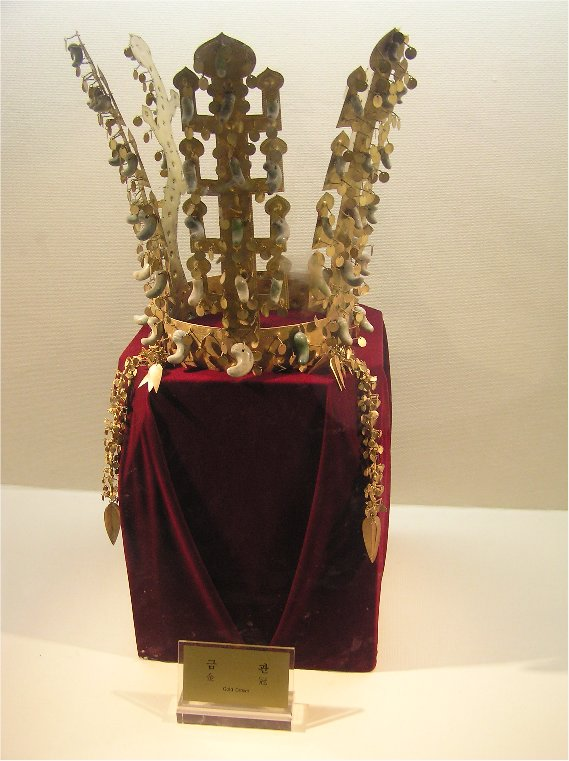
天馬塚金冠
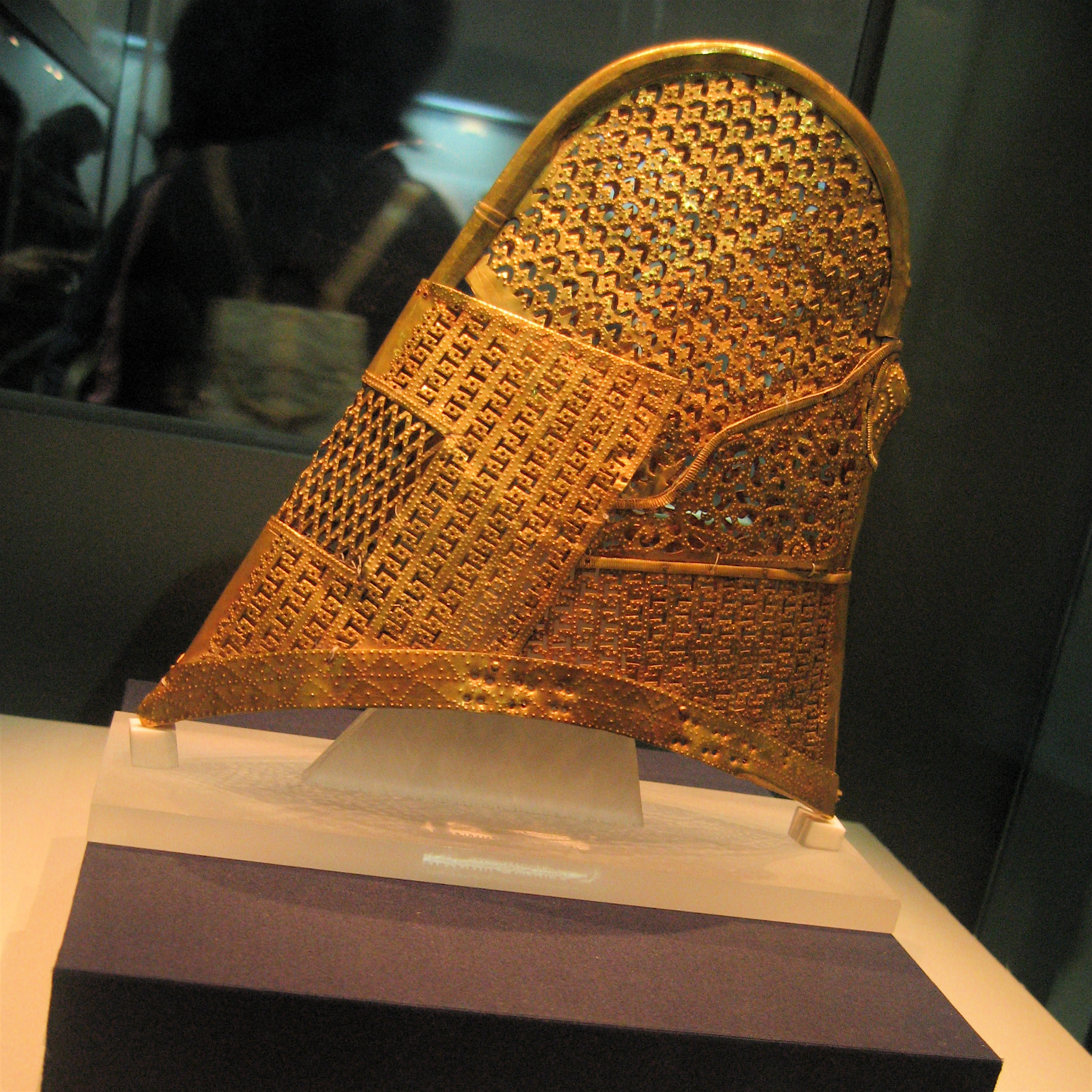
天馬塚冠帽（朝鲜语：천마총 관모）
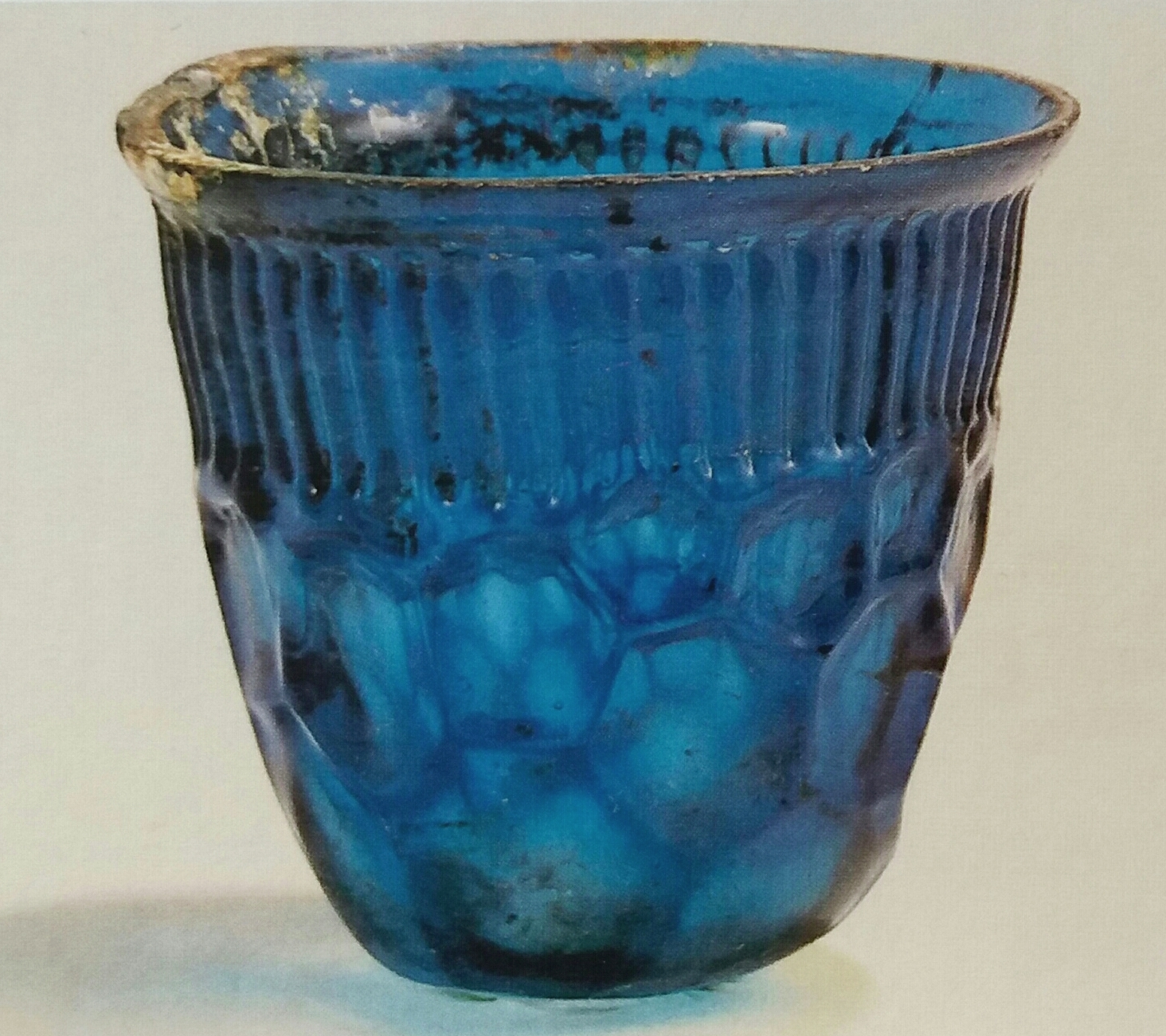
天马塚出土的蓝色玻璃杯